# The Sweet Inspirations
The Sweet Inspirations est un groupe féminin de rhythm and blues américain formé par Cissy Houston, avec Dionne Warwick, qui le quitte en 1963. Doris Troy a aussi fait partie du groupe à sa formation, reconnue par la suite pour ses talents de choriste, notamment sur l'album The Dark Side of the Moon de Pink Floyd. 
Le groupe signe chez Atlantic Records en 1967 et par la suite chez Stax Records en 1973. Il assure les chœurs sur les enregistrements des plus grandes vedettes du rhythm and blues, notamment Aretha Franklin, Esther Phillips, Wilson Pickett, Solomon Burke, elles accompagnent aussi le chanteur Van Morrison sur son tout premier album solo Blowin' Your Mind!, sur deux chansons Brown Eyed Girl et Midnight Special, sorti en 1967. On les retrouvera plus tard sur une compilation de Van Morrison sortie en 1974, TB Sheets. Les Sweet Inspirations élargissent leur audience et leur popularité en accompagnant Elvis Presley sur scène, à partir de 1969.
Les Sweet Inspirations obtiennent leur meilleure place dans les charts du magazine américain Billboard en 1968 en se classant 5e du Hot Soul Single avec Sweet Inspiration, composée par Dan Penn et Spooner Oldham. La chanson de Gilbert Bécaud Let It Be Me (Je t'appartiens) est un autre de leurs grands succès : 13e en 1967 du même classement.
Cet article a été partiellement traduit de l'anglais d'après la page Wikipédia consacrée au groupe vocal féminin The Sweet Inspirations.

## Histoire
The Sweet Inspirations a été fondé par d'anciens membres de The Drinkard Singers, un groupe de chant gospel de longue date dont les membres comprenaient Cissy Houston (née Drinkard), mère de Whitney Houston, et Lee Warwick, qui était la sœur de Cissy et la mère des membres de Sweet Inspirations. Dee Dee et Dionne Warwick.
En tant que groupe d'accompagnement vocal, les Sweet Inspirations étaient très demandées par les producteurs, les éditeurs, les artistes et les auteurs-compositeurs au début des années 1960. La formation originale comprenait Doris Troy et les deux sœurs Warwick Dionne & Dee Dee. Troy et Dionne Warwick ont tous deux connues une carrière solo avec des succès en 1963, "Just One Look" et "Don't Make Me Over" respectivement, sur lesquels on peut entendre les Sweet Inspirations. A cette époque, Sylvia Shemwell (sœur de Judy Clay) a remplacé Troy, tandis que Cissy Houston a pris le relais de Dionne, avec Dee Dee Warwick comme leader officiel du groupe. Le groupe a chanté pour de nombreuses stars, dont Solomon Burke, Aretha Franklin, Wilson Pickett et Esther Phillips. Dee Dee est partie en 1965, lorsque sa carrière solo a commencé à décoller. Elle a été remplacée par Myrna Smith. Estelle Brown a rejoint l'équipe peu de temps après, et le line-up qui allait devenir un groupe d'enregistrement a été défini.
Lors d'une session d'enregistrement le 28 mars 1967, les Sweet Inspirations ont fourni les chœurs pour Van Morrison sur son tube classique "Brown Eyed Girl" ainsi que sur la traditionnelle Midnight Special. Il est sorti en juin 1967 et s'est hissé à la 10e place du palmarès Billboard Hot 100. En octobre 2007, Morrison a reçu un certificat Million-Air de BMI pour 8 millions de pièces de "Brown Eyed Girl".
Les Sweet Inspirations ont enregistré par elles-mêmes pour la première fois en avril 1967 pour Atlantic Records. Cette session a produit les deux premiers singles sortis par Atlantic, une version de "Why (Am I Treated So Bad)", une chanson précédemment enregistrée par The Staple Singers et une version soul de "Let It Be Me", une chanson française qui avait a été un succès pop et R&B pour Betty Everett et Jerry Butler en 1964. Bien que leurs premiers singles aient manqué de succès dans les charts, Atlantic s'est engagé envers le groupe, et une session d'août à Memphis a produit l'essentiel des chansons utilisées pour le premier album éponyme du groupe, sorti à la fin de l'automne 1967.
Moins d'un mois après leur ascension dans les charts, le groupe a commencé à travailler sur son deuxième album, un disque de gospel intitulé Songs Of Faith & Inspiration. Il est sorti en 1968 sous le titre "Cissy Drinkard & The Sweet Inspirations".
Le 30 mars 1968, le groupe a marqué son premier et unique top quarante sur le Billboard Top 40 Pop Chart avec la chanson "Sweet Inspiration" sur Atlantic Records. Le record est resté sur les charts pendant dix semaines et a culminé au numéro 18. Le groupe à ce stade était composé de Houston, Brown, Shemwell et Smith.
En 1967, le groupe a fait des chœurs pour le single "Burning of the Midnight Lamp" de Jimi Hendrix qui a ensuite été présenté sur l'album Electric Ladyland en 1968. Elles ont également soutenu Dusty Springfield sur son album Dusty in Memphis.
Peu de temps après avoir coupé le set gospel, les Sweet Inspirations étaient de retour dans les studios d'Atlantic pour enregistrer leur troisième album, What the World Needs Now Is Love,  enregistré en février 1968 à Muscle Shoals, Alabama avec la Muscle Shoals Rhythm Section. La session de fin avriproduit une version de "To Love Somebody" des Bee Gees, qui est devenu le quatrième tube R&B du groupe, et une version de "Unchained Melody" des Righteous Brothers, qui a donné au groupe un hit bien que mineur. .
En 1969, le groupe enregistre son quatrième album, Sweets for my Sweet. Les Sweet Inspirations ont également commencé à enregistrer et à tourner avec Elvis Presley en tant que chanteurs de fond et son numéro d'échauffement, ainsi que des dates occasionnelles en direct avec Aretha Franklin. L'association avec Presley est devenue très médiatisée alors qu'il présentait régulièrement les Sweet Inspirations (avec les membres du TCB Band, le JD Sumner & Stamps Quartet et Kathy Westmoreland) lors de ses concerts télévisés et de ses enregistrements en direct. Les Sweet Inspirations ont travaillé avec Presley jusqu'à sa mort en 1977.
La dernière session d'enregistrement de Houston avec The Sweet Inspirations remonte à octobre 1969, car elle souhaitait poursuivre une carrière solo et se concentrer sur sa famille. La session a produit le plus grand succès R&B du groupe depuis un certain temps. Une composition de Gamble & Huff, "Gotta Find Me A Brand New Lover" est apparue sur le cinquième album du groupe, Sweet Sweet Soul.
Le reste de l'album a été enregistré en novembre 1970, avec Shemwell, Brown, Smith et la nouvelle Ann Williams, une amie de Brown qui est restée pour ce qui s'est avéré être le dernier album complet du groupe sur Atlantic Records. Sont également inclus sur ce "That’s The Way My Baby Is" et "Flash In The Pan". Une dernière session pour Atlantic Records en juin 1970 apporta au groupe (maintenant un trio avec Brown, Smith et Shemwell) ses deux derniers singles pour le label; "This World" (de la comédie musicale The Me Nobody Knows) et "Evidence".
En 1973, Brown, Smith et Shemwell ont enregistré un album pour Stax Records. En 1979, Estelle Brown avait quitté le groupe et a été remplacée par Gloria Brown, qui a tourné avec eux mais n'a pas chanté sur le dernier album des Sweet Inspirations, Hot Butterfly, sur RSO Records, avec la chanteuse Pat Terry en vedette sur l'album. Leur groupe s'est séparé peu de temps après. En 1978, le groupe a chanté des chœurs sur le hit n ° 1 de Frankie Valli "Grease" du film éponyme . En 1979, le groupe a tourné avec les Bee Gees lors de leur tournée US Spirits Have Flown Tour.
Les Sweet Inspirations (Estelle Brown, Smith et Shemwell) se sont à nouveau réunies en 1994, avec la nouvelle Portia Griffin. Ils se sont produits lors de spectacles hommage à Elvis Presley et ont sorti du nouveau matériel en 2005. Shemwell a subi un accident vasculaire cérébral en 2001 qui l'a empêchée de jouer avec le groupe. Elles ont également enregistré une chorale sur l'album du groupe The Killers en 2004, Hot Fuss, sur les chansons "Andy, You're a Star" et "All These Things That I've Done". Shemwell est décédé le 13 février 2010.
En mars 2010, lors d'une tournée européenne pour Elvis: The Concert, Smith a développé une pneumonie. Une fois de retour aux États-Unis, son état a continué de se détériorer, car elle souffrait d'insuffisance rénale, encore compliquée par un grave accident vasculaire cérébral. En octobre 2010, elle était patiente au Canyon Oaks Nursing & Rehabilitation Center à Canoga Park, en Californie. Elle est décédée le 24 décembre 2010.
Smith a été remplacé par la chanteuse basée à Los Angeles Kelly Jones ; depuis mars 2011, les Sweet Inspirations continuent d'effectuer des chœurs avec le spectacle hommage Elvis: The Concert et continuent de faire de nombreux concerts dans le monde avec le tout premier "Ultimate Elvis Tribute Artist" d'Elvis Presley Enterprises, Shawn Klush,  parfois en duo et d'autres fois en trio.

## Membres
- Dionne Warwick – soprano (1960–1963)
- Dee Dee Warwick – mezzo-soprano (1960–1965)
- Doris Troy – contralto (1960–1963)
- Cissy Houston – soprano/1st soprano (1963–1969)
- Sylvia Shemwell – mezzo-soprano/2nd soprano (1966–1979, 1994–2001; décédée en 2010)
- Estelle Brown – contralto/2nd alto (1965–1979, 1994—présent)
- Myrna Smith – contralto/1st alto (1965–1979, 1994–2010; décédée en 2010)
- Ann Williams – soprano/1st soprano (1969–1970)
- Gloria Brown – contralto (1979)
- Portia Griffin – soprano (1994–présent)
- Kelly Jones – mezzo-soprano (2010–présent)

## Discographie

### Albums
- The Sweet Inspirations, Atlantic, 1967
- Songs of Faith & Inspiration, Atlantic, 1968
- What the World Needs Now is Love, Atlantic, 1968
- Sweets for My Sweet, Atlantic, 1969
- Sweet Sweet Soul, Atlantic, 1970
- Estelle, Myrna and Sylvia, Stax, 1973
- Wanted Dead or Alive, Columbia, 1974
- Hot Butterfly, RSO, 1979
- In the Right Place, Frixion, 2005

Avec Yusef Lateef
- 1968: The Blue Yusef Lateef (Atlantic)
- 1970: Suite 16 (Atlantic)
- 1970: The Diverse Yusef Lateef (Atlantic)
- 1971: The Gentle Giant (Atlantic)

### Choristes
- 1967: Blowin' Your Mind!; Van Morrison - Sur Brown Eyed Girl et Midnight Special
- 1967: Aretha Arrives; Aretha Franklin
- 1968: Lady Soul; Aretha Franklin - Avec Eric Clapton à la guitare
- 1968: Aretha Now; Aretha Franklin
- 1968: Electric Ladyland; The Jimi Hendrix Experience - Sur Burning of the Midnight Lamp
- 1968: Goodies; George Benson
- 1969: Hey Jude; Wilson Pickett
- 1969: Elvis in Person at the International Hotel; Elvis Presley
- 1969: Dusty in Memphis; Dusty Springfield
- 1969: Do Your Own Thing; Brook Benton
- 1970: Turning Around; Dee Dee Warwick
- 1970: This Girl's in Love with You; Aretha Franklin
- 1970: That's the Way It Is; Elvis Presley
- 1970: Spirit in the Dark; Aretha Franklin
- 1970: Just a Little Lovin'; Carmen McRae
- 1971: Warm and Tender; Petula Clark
- 1971: Search and Nearness; The Rascals
- 1971: Thirds; James Gang
- 1972: As Recorded at Madison Square Garden; Elvis Presley
- 1972: Young, Gifted and Black Aretha Franklin
- 1973: Aloha from Hawaii Via Satellite; Elvis Presley
- 1973: The Weapon; David Newman
- 1974: T.B. Sheets; Van Morrison
- 1974: Elvis Recorded Live on Stage in Memphis; Elvis Presley
- 1977: Elvis in Concert; Elvis Presley
- 1979: Reddy; Helen Reddy
- 1998: Undiscovered Soul; Richie Sambora
- 2004: Hot Fuss; The Killers
- 2006: Elvis Lives: The 25th Anniversary Concert (DVD)